# Косієрсько-Село
45°22′ пн. ш. 15°33′ сх. д. / 45.37° пн. ш. 15.55° сх. д.
Косієрсько-Село (хорв. Kosijersko Selo) — населений пункт у Хорватії, у Карловацькій жупанії у складі громади Барилович.

## Населення
Населення за даними перепису 2011 року становило 39 осіб.
Динаміка чисельності населення поселення: